# Zatoka Melville’a
Zatoka Melville’a (grl.: Qimusseriarsuaq; duń.: Melville Bugt) – zatoka na północno-zachodnim wybrzeżu Grenlandii, nad Morzem Baffina. Szerokość u wejścia wynosi ok. 300 km. Maksymalna głębokość to ok. 1000 m.